# Loch Iubhair
Le loch Iubhair est un loch d'eau douce, situé à Glen Dochart, à six kilomètres à l'est du village de Crianlarich. 
Le Loch Dochart (en) est situé immédiatement au sud-est. La river Dochart (en) se jette dans le Loch Iubhair,,.